# Rob Affuso
Robert James Affuso, más conocido como Rob Affuso (Nueva York, Estados Unidos; 1 de marzo de 1965), es un baterista estadounidense de hard rock/heavy metal.

## Carrera
Es más conocido por haber sido parte de la agrupación Skid Row. Affuso permaneció en la banda hasta la ruptura de la alineación original, en 1996, en la que también dejó la agrupación el vocalista Sebastian Bach, luego de conflictos internos, especialmente con Rachel Bolan (bajista) y Dave Sabo (guitarrista).
Affuso actualmente es el baterista de la banda Soulsystem. También hizo parte de la agrupación Ozone Monday, con algunos de sus antiguos compañeros en Skid Row.

## Discografía con Skid Row
- Skid Row (1989)
- Slave to the Grind (1991)
- Subhuman Race (1995)